# Rio Groşi (Tărcăiţa)
O Rio Groşi (Tărcăiţa) é um rio da Romênia, afluente do Tărcăiţa, localizado no distrito de Bihor.